# Specie botaniche in Italia
La seguente è una lista, in ordine alfabetico secondo i nomi comuni, di alcune specie della flora presenti in Italia in forma spontanea e/o naturalizzata (sec. Syllabus der Pflanzenfamilien di Engler per Pteridophyta e Pinophyta e Sistema Cronquist per le Magnoliophytina).

## A
- Abete (Pinaceae)
  - Abete bianco (Abies alba Mill.)
  - Abete dei Nèbrodi (Abies nebrodensis Mattei)
  - Abete rosso (Picea abies H. Karst.)
- Acero (Aceraceae)
  - Acero americano (Acer negundo L.)
  - Acero campestre o Loppio (Acer campestre L.)
  - Acero di Lobelius (Acer lobelii Ten.)
  - Acero di monte (Acer pseudoplatanus L.)
  - Acero d'Ungheria (Acer obtusatum W. et K.)
  - Acero minore (Acer monspessulanum L.)
  - Acero napoletano (Acer opalus neapolitanum (Ten.) Gmas.)
  - Acero opalo (Acer opalus Mill.)
  - Acero riccio (Acer platanoides L.)
- Acetosa (Polygonaceae) (Rumex acetosa L.)
- Acetosella (Oxalidaceae) (Oxalis acetosella L.)
- Acetosella minore (Polygonaceae) (Rumex acetosella L.)
- Achillea (Asteraceae) (Achillea spp.)
- Aconito napello (Ranunculaceae) (Aconitum napellus L.)
- Adonide (Ranunculaceae) (Adonis spp.)
- Agave (Agavaceae) (Agave spp.)
- Aglio (Liliaceae) (Allium spp.)
  - Aglio angoloso (Allium angulosum L.)
  - Aglio montano (Allium lusitanucum Lam.)
  - Aglio giallastro (Allium ericetorum Thore)
  - Aglio odoroso (Allium suaveolens Jacq.)
  - Aglio lineare (Allium lineare L.)
  - Aglio a fiori di narciso (Allium narcissiflorum Vill.)
  - Aglio d'Insubria (Allium insubricum Boiss. & Reut.)
  - Aglio ungherese (Allium schoenoprasum L.)
  - Aglio vittoriale (Allium victorialis L.)
  - Aglio roseo (Allium roseum L.)
  - Aglio napoletano (Allium neapolitanum Cirillo)
  - Aglio orsino (Allium ursinum L.)
  - Aglio panicolato (Allium paniculatum L.)
  - Aglio pallido (Allium pallens L.)
  - Aglio selvatico (Allium oleraceum L.)
  - Aglio giallo (Allium flavum L.)
  - Aglio carenato (Allium carinatum L.)
  - Aglio porraccio (Allium ampeloprasum L.)
  - Aglio romano (Allium scorodoprasum L.)
  - Aglio arrotondato (Allium rotundum L.)
  - Aglio a testa sferica (Allium sphaerocephalon L.)
  - Aglio delle vigne (Allium vineale L.)
  - Aglio viola-scuro (Allium atroviolaceum Boiss.)
  - Aglio delle Isole (Allium commutatum Guss.)
  - Aglio ametistino (Allium amethystinum Tausch)
  - Aglio di Sardegna (Allium sardoum Moris)
  - Aglio dei campi (Allium arvense Guss.)
  - Aglio dei Nebrodi (Allium nebrodense Guss.)
  - Aglio moscato (Allium moschatum L.)
  - Aglio a fiori sottili (Allium tenuiflorum Ten.)
  - Aglio scuro (Allium fuscum W. et K.)
  - Aglio marittimo (Allium obtusiflorum DC.)
  - Aglio paucifloro (Allium pauciflorum Viv.)
  - Aglio di Cupani (Allium cupanii Rafin.)
  - Aglio maggiore (Allium nigrum L.)
  - Aglio di Cirillo (Allium cyrilli Ten.)
  - Aglio pelosetto (Allium subhirsutum L.)
  - Aglio subvilloso (Allium subvillosum Salzm.)
  - Aglio triquetro (Allium triquetrum L.)
  - Aglio pendulo (Allium pendolinum Ten.)
  - Aglio minuscolo (Allium chamaemoly L.)
  - Aglio della Sicilia (Allium siculum DC.)
- Agrifoglio (Aquifoliaceae) (Ilex aquifolium  L.)
- Agrimonia (Rosaceae)
- Agropiro (Poaceae) (Agropyron spp.)
- Ailanto (Simaroubaceae) (Ailanthus altissima Swingle)
- Alaterno (Rhamnaceae) (Rhamnus alaternus  L.)
- Albero dei sigari (Bignoniaceae) (Catalpa bignonioides Walt.)
- Albero di Giuda o Siliquastro (Fabaceae) (Cercis siliquastrum L.)
- Albero di Sant'Andrea (Ebenaceae) (Diospyros lotus L.)
- Albicocco (Rosaceae) (Prunus armeniaca L.)
- Alloro (Lauraceae) (Laurus nobilis L.)
- Aloe (Liliaceae) (Aloe spp.)
- Anemone (Ranunculaceae) (Anemone spp.)
- Aquilegia (Ranunculaceae) (Aquilegia spp.)
- Asfodelo (Liliaceae) (Asphodelus spp.)
- Asparagus (Liliaceae) (Asparagus spp.)
  - Asparago comune (Asparagus officinalis L.)
- Astro (Asteraceae) (Aster spp.)
- Atrico (Muschio)
- Azzeruolo (Rosaceae) (Crataegus azarolus L.)

## B
- Bagolaro (Ulmaceae) (Celtis australis L.)
- Bagolaro dell'Etna (Ulmaceae) (Celtis tournefortii subsp. aetnensis  (Tornab.) Raimondo & Schicchi)
- Ballerina (Orchidaceae) (Aceras anthropophorum W. T. Aiton)
- Bambù (Arundinaria spp., Bambusa spp., Phyllostachys spp.)
- Betulla (Betulaceae) (Betula spp.)
  - Betulla pendente (Betula pendula Roth)
  - Betulla pubescente (Betula pubescens Ehrh.)
  - Betulla minore (Betula humilis Schrank)
  - Betulla nana (Betula nana L.)
  - Betulla dell'Etna (Betula aetnensis Raf.)
- Biancospino (Rosaceae)
  - B. selvatico (Crataegus laevigata DC.)
  - B. di Lindman (Crataegus lindmanii Hrabětova)
  - B. con foglie a ventaglio (Crataegus rhipidophylla Gand.)
  - B. comune (Crataegus monogyna Jacq.)
  - B. lazzarolo o Azzeruolo (Crataegus azarolus L.)
  - B. di Sicilia (Crataegus laciniata Ucria)
- Bistorta (Bistorta officinalis Delarbre)
- Bocca di leone (Scrophulariaceae) (Antirrhinum majus L.)
- Borragine (Boraginaceae) (Borago officinalis L.)
- Bosso (Buxaceae) (Buxus sempervirens L.)
- Brugo (Ericaceae) (Calluna vulgaris Hull)
- Bucaneve (Amaryllidaceae) (Galanthus nivalis L.)

## C
- Calcatreppola (Apiaceae)
  - Calcatreppola campestre (Eryngium campestre L.)
  - Calcatreppola spina-argentata (Eryngium spinalba Vill.)
  - Calcatreppola ametistina (Eryngium amethystinum L.)
- Calendula (Asteraceae) (Calendula spp.)
- Calluna (Ericaceae) (Calluna vulgaris Hull.)
- Camebosso (Polygalaceae) (Polygaloides chamaebuxus)
- Camecèraso o Caprifoglio alpino (Caprifoliaceae) (Lonicera alpigena L.)
- Camecisto o Rododendro cistino (Ericaceae) (Rhodothamnus chamaecistus Rchb.)
- Camèdrio o Querciola (Lamiaceae) (Teucrium chamaedrys L.)
- Camemoro (Rubus chamaemorus)
- Camenèrio o Gambi rossi (Onagraceae) (Epilobium angustifolium L.)
- Camepìzio (Lamiaceae) (Ajuga chamaepitys Schreb.)
- Camomilla (Asteraceae) (Matricaria chamomilla L.)
- Campanella (Convolvulaceae) (Ipomoea spp.)
- Campanellino (Amaryllidaceae) (Leucojum spp.)
- Campanula (Campanulaceae) (Campanula spp.)
- Canapa (Cannabaceae) (Cannabis sativa L.)
- Canapa d'acqua (Asteraceae) (Eupatorium cannabinum L.)
- Canna (Poaceae) (Arundo spp.)
- Canna d'India (Cannaceae) (Canna indica L.)
- Cannuccia di palude (Poaceae) (Phragmites communis Trin. o Phragmites australis (Cav.) Trin. ex Steud.)
- Capelvenere (Polypodiaceae) (Adiantum capillus veneris L.)
- Caprifoglio (Caprifoliaceae) (Lonicera caprifolium L.)
- Cardo (Asteraceae) (Carduus spp.)
- Cardo mariano (Asteraceae) (Silybum marianum Gaertn.)
- Cardo microcefalo (Asteraceae) (Lamyropsis microcephala Dittrich et Greuter)
- Carici (Cyperaceae) (Carex spp.)
- Carota (Apiaceae) (Daucus carota L.)
- Carpino bianco (Betulaceae) (Carpinus spp.)
- Carpino nero (Betulaceae) (Ostrya carpinifolia Scop.)
- Carrubo (Fabaceae) (Ceratonia siliqua L.)
- Castagna d'acqua (Trapaceae) (Trapa natans L.)
- Castagno (Fagaceae) (Castanea sativa Mill.)
- Catalpa (Bignoniaceae) (Catalpa bignonioides Walter)
- Cedracca (Polypodiaceae) (Ceterach officinarum Willd.)
- Cedro dell'Atlante (Pinaceae) (Cedrus atlantica Carrière)
- Cedronella (Lamiaceae) (Melissa officinalis L.)
- Cefalantera (Orchidaceae) (Cephalanthera spp.)
- Centaurea calcatreppola (Asteraceae) (Centaurea calcitrapa L.)
- Cerro (Fagaceae) (Quercus cerris L.)
- Ciclamino (Primulaceae) 
  - Ciclamino napoletano (Cyclamen hederifolium Aiton)
  - Ciclamino delle Alpi (Cyclamen purpurascens Mill.)
- Ciliegio (Rosaceae) (Prunus avium L.)
- Cipolla (Liliaceae) (Allium cepa)
- Cipresso (Cupressaceae) 
  - Cipresso comune (Cupressus sempervirens L.)
- Cirmolo (Pinaceae) (Pinus cembra L.)
- Cisto (Cistaceae) 
  - Cisto a foglie sessili (Cistus albudus L.)
  - Cisto di Montpellier (Cistus monspeliensis L.)
  - Cisto con foglie di salvia o Cisto femmina (Cistus salviifolius L.)
  - Cisto rosso (Cistus incanus L.)
  - Cisto a foglie crespe (Cistus crispus L.)
  - Cisto di Corsica (Cistus corsicus Loisel.)
  - Cisto a fiori piccoli (Cistus parviflorus Lam.)
  - Cisto maggiore (Cistus laurifolius L.)
  - Cisto di Clusius (Cistus clusii Dunal)
- Clematide (Ranunculaceae) (Clematis spp.)
- Concordia (Orchidaceae) (Dactylorhiza maculata Soò)
- Corbezzolo (Ericaceae) (Arbutus unedo L.)
- Corniolo (Cornaceae) 
  - Corniolo (Cornus mas L.)
  - Corniolo setoso (Cornus sericea L.)
- Crescione d'acqua (Brassicaceae) (Nasturtium officinale R. Br.)
- Crespino (Berberidaceae) 
  - Crespino comune (Berberis vulgaris L.)
  - Crespino dell'Etna (Berberis aetnensis Presl.)
  - Crespino di Thumberg (Berberis thumbergii DC.)
- Crisantemo (Asteraceae)
- Croco (Iridaceae) (Crocus spp.)

## D
- Dafne (Thymeleaceae) 
  - Dafne odorosa (Daphne cneorum L.)
  - Dafne mezereo o Fior di stecco (Daphne mezereum L.)
  - Dafne laureola (Daphne laureola L.)
  - Dafne alpina (Daphne alpina L.)
  - Dafne del Conta Blagay (Daphne blagayana L.)
  - Dafne striata (Daphne striata Tratt.)
  - Dafne delle rupi (Daphne petrea L.)
  - Dafne di Reichstein (Daphne × reichsteinii Landolt & Hauser)
  - Dittinella (Daphne gnidium L.)
  - Dafne spatolata (Daphne oleoides Schreber)
  - Dafne olivella (Daphne sericea Vahl)
- Dente di cane (Liliaceae) (Erythronium dens-canis L.)
- Dente di leone (Asteraceae) (Taraxacum officinale Weber)
- Digitale (Scrophulariaceae) 
  - Digitale (Digitalis purpurea L.)
  - Digitale gialla maggiore (Digitalis grandiflora Mill.)
  - Digitale gialla minore (Digitalis lutea L.)
  - Digitale appenninica (Digitalis micrantha Roth)
  - Digitale della Rosandra (Digitalis laevigata W. et K.)
  - Digitale bruna (Digitalis ferruginea L.)

## E
- Edera (Araliaceae) (Hedera helix L.)
- Eleagno o Olivagno (Elaeagnaceae) (Eleagnus angustifolia L.)
- Elicriso (Asteraceae) (Helichrysum spp.)
- Elleboro (Ranunculaceae)
  - Elleboro puzzolente (Helleborus foetidus)
  - Elleboro verde o Elleboro falso (Helleborus viridis)
  - Elleboro nero o Rosa di Natale  (Helleborus niger)
- Efedra (Ephedraceae) (Ephedra spp.)
- Epilobio (Onagraceae) 
  - Epilobio alpestre (Epilobium alpestre Krock.)
  - Gambi rossi o E. a foglie strette (Epilobium angustifolium L.)
  - E. di Dodoens (Epilobium dodonaei Vill.)
  - E. di Fleischer (Epilobium fleischeri Hochst.)
  - E. irsuto (Epilobium hirsutum L.)
  - E. a fiori piccoli (Epilobium parviflorum Schreb.)
  - E. di Durieu (Epilobium duriaei Godr.)
  - E. montano (Epilobium montanum L.)
  - E. di collina (Epilobium collinum C. C. Gmel.)
  - E. lanceolato (Epilobium lanceolatum Sebast. & Mauri)
  - E. a quattro angoli (Epilobium tetragonum L.)
  - E. scuro (Epilobium obscurum SChreb.)
  - E. roseo (Epilobium roseum Schreb.)
  - E. di palude (Epilobium palustre L.)
  - E. pendente (Epilobium nutans F. W. Schmidt)
  - E. con foglie di anagallide (Epilobium anagallidifolium Lam.)
  - E. con foglie di alsine (Epilobium alsinifolium Vill.)
  - E. cigliato (Epilobium ciliatum Raf.)
- Equiseto (Equisetaceae) (Equisetum spp.)
- Erba ruggine o cedracca (Polypodiaceae) (Asplenium cetrach L.)
- Erba trinità (Ranunculaceae) (Hepatica nobilis Schreb.)
- Erica (Ericaceae) (Erica spp.)
  - Erica arborea o Scopone (Erica arborea L.)
- Eringio (Asteraceae) (Eryngium spp.)
- Erioforo a foglie strette (Poaceae) (Eriophorum angustifolium Honck.)
- Euforbia (Euphorbiaceae) (Euphorbia spp.)

## F
- Faggio (Fagaceae) (Fagus sylvatica L.)
- Farfaraccio (Asteraceae) (Tussilago farfara L.)
- Farnia (Fagaceae) (Quercus robur L.)
- Favagello (Ranunculaceae) (Ranunculus ficaria L.)
- Felci
- Ferula (Ferula spp.) (Apiaceae) (Ferula communis L.)
- Fico (Moraceae) (Ficus carica L.)
- Fico d'India (Cactaceae) (Opuntia spp.)
- Fienarola o Poa (Poaceae) (Poa spp.)
- Fillirea (Oleaceae) (Phillyrea spp.)
- Finocchio (Apiaceae)
  - Finocchio comune (Foeniculum vulgare Mill.)
  - Finocchio d'alpe (Ligusticum mutellinoides Vill.)
- Fitolacca (Phytolacca americana L.)
- Frangola (Rhamnaceae) (Frangula spp.)
- Frassino (Oleaceae) (Fraxinus spp.)
  - Frassino da manna o Orniello (Fraxinus ornus L..)
  - Frassino maggiore (Fraxinus excelsior L.)
  - Frassino meridionale (Fraxinus oxycarpa Willd.)
- Fusaggine (Celastraceae) (Euonymus spp.)

## G
- Garofanino o Gambi rossi (Onagraceae) (Epilobium angustifolium  L.)
- Garofano (Caryophyllaceae) (Dianthus spp.)
- Gelso bianco (Moraceae) (Morus alba L.)
- Gelso da carta (Moraceae) (Broussonetia papyrifera Vent.)
- Gelso nero (Moraceae) (Morus nigra L.)
- Gelsomino (Oleaceae) (Jasminum spp.)
- Genziana (Gentianaceae) (Gentiana spp.)
- Giaggiolo (Iridaceae) (Iris spp.)
- Gigli (Liliaceae) (Lilium spp.)
- Giglio caprino (Orchidaceae) (Anacamptis morio (L.) R.M.Bateman, Pridgeon & M.W.Chase)
- Ginepro (Cupressaceae) (Juniperus spp.)
- Ginestra (Fabaceae) (Genista spp.)
- Giuggiolo (Rhamnaceae) (Ziziphus jujuba Mill.)
- Giunco (Juncaceae) (Juncus spp.)
- Gladiolo (Iridaceae) (Gladiolus spp.)
  - Gladiolo dei campi (Gladiolum italicum Mill.)
- Glicine (Fabaceae) (Wisteria spp. )
- Gramigna (Poaceae) (Elymus spp., Eleusine spp., Cynodon spp., Agropyron spp.)
  - Gramigna comune (Elymus repens Gould)
- Gruaria (Geraniaceae) (Erodium gruinum)

## I
- Ilatro (Oleaceae) 
  - Ilatro sottile (Phillyrea angustifolia L.)
  - Ilatro comune (Phillyrea latifolia L.)
- Ippocastano (Hippocastanaceae) (Aesculus hippocastanum L.)
- Iris (Iridaceae) (Iris spp.)

## K
- Cachi o kaki (Ebenaceae) (Diospyros kaki)

## L
- Lampone (Rosaceae) (Rubus idaeus L.)
- Larice (Pinaceae) (Larix decidua Mill.)
- Lauro o Alloro (Lauraceae) (Laurus nobilis L.)
- Lauroceraso (Rosaceae) (Prunus laurocerasus L.)
- Lavanda (Lamiaceae) (Lavandula spp. )
- Leccio (Fagaceae) (Quercus ilex L.)
- Lemna (Lemnaceae) (Lemna spp.)
  - Lenticchia d'acqua (Lemna spp., Spirodela spp.)
- Lentisco (Anacardiaceae) (Pistacia lentiscus L.)
- Licheni
- Ligustro o Olivella (Oleaceae) (Ligustrum vulgare L.)
- Limonella (Rutaceae) (Dictamnus albus L.)
- Limonio (Plumbaginaceae) (Limonium spp.)
- Lingua cervina (Polypodiaceae) (Asplenium scolopendrium L.)
- Liriodendro (Liriodendron spp.)
- Lisca o Typha (Thyphaceae) (Typha spp. )
- Loppio (Aceraceae) (Acer campestre L.)
- Luppolo comune (Cannabaceae) (Humulus lupulus L.)

## M
- Madreselva o Caprifoglio (Caprifoliaceae) (Lonicera spp. )
- Maggiociondolo comune (Fabaceae) (Laburnum anagyroides Medik.)
- Malva (Malvaceae) (Malva spp.)
- Mammola (Violaceae) (Viola spp.)
- Mandorlo (Rosaceae) (Prunus amygdalus Batsch)
- Melanzana (Solanaceae) (Solanum melongena)
- Maonia (Berberidaceae) (Mahonia aquifolium Nutt.)
- Marruca o Spina di Cristo (Rhamnaceae) (Paliurus spina-christi Mill.)
- Mazzasorda (Thyphaceae) (Typha spp.)
- Melo (Rosaceae) (Malus spp.)
  - Melo comune (Malus domestica Borkh.)
  - Melo selvatico (Malus sylvestris Mill.)
  - Melo a foglie spesse (Malus dasyphylla Borkh.)
  - Melo ibrido (Malus florentina C. K. Schneider.)
- Melograno (Punicaceae) (Punica granatum L.)
- Menta (Lamiaceae) (Mentha spp.)
- Mirtillo (Ericaceae) (Vaccinium spp.)
- Mirto o Mortella (Myrtaceae) (Myrtus communis L.)
- Mughetto (Liliaceae) (Convallaria majalis L.)
- Mugo (Pinaceae) (Pinus mugo Turra)
- Muschi

## N
- Ninfea (Nymphaeaceae) (Nymphaea spp.)
- Ninfea gialla (Nuphar lutea Sm.)
- Narciso (Amaryllidaceae) (Narcissus spp. )
- Nespolo europeo (Rosaceae) (Crataegus germanica (L.) Kuntze)
- Nespolo del Giappone (Rosaceae) (Rhaphiolepis bibas (Lour.) Galasso & Banfi)
- Nigritella (Orchidaceae) (Nigritella spp. )
- Noce (Juglandaceae) (Juglans spp.)
- Nocciolo (Betulaceae) (Corylus avellana L.)

## O
- Ofride (Orchidaceae) (Ophrys spp.)
- Oleandro (Apocynaceae) (Nerium oleander L.)
- Olivo (Oleaceae) (Olea europaea L.)
- Olivagno (Eleagnaceae) (Elaeagnus angustifolia  L.)
- Olivagno pungente (Eleagnaceae) (Elaeagnus pungens Thunb.)
- Olmo (Ulmaceae) (Ulmus spp.)
- Ontano (Betulaceae) (Alnus spp.)
- Orchidea (Orchidaceae)
- Origano (Lamiaceae) (Origanum spp. )
  - Origano comune (Origanum vulgare L.)
  - Origano maggiorana (Origanum majorana L.)
  - Origano meridionale (Origanum heracleoticum L.)
  - Origano siciliano (Origanum onites L.)
- Orniello (Oleaceae) (Fraxinus ornus L.)
- Ossicedro (Cupressaceae) (Juniperus oxycedrus L.)
- Olmo

## P
- Pado (Rosaceae) (Prunus padus L.)
- Spina di Cristo o Marruca (Rhamnaceae) (Paliurus spina-christi Mill.)
- Panìco (Poaceae) (Corynephorus spp., Paspalum spp.)
- Panìco (Poaceae) (Panicum spp.)
- Palma nana (Palmae) (Chamaerops humilis L.)
- Palma delle Canarie (Palmae) (Phoenix canariensis Chabaud)
- Palma da datteri (Palmae) (Phoenix dactylifera L.)
- Papavero (Papaveraceae) (Papaver spp.)
  - Papavero domestico (Papaver somniferum L.)
- Paulonia (Bignoniaceae) (Paulownia tomentosa Steud.)
- Peccio (Pinaceae) (Picea abies H. Karst.)
- Peonia (Paeoniaceae) (Paeonia spp.)
- Pervinca (Apocynaceae) (Vinca spp. )
- Pero (Rosaceae) (Pyrus spp.)
- Perpetuino (Asteraceae) (Helichrysum spp.)
- Pesco (Rosaceae) (Prunus persica Batsch.)
- Piantaggine (Plantaginaceae) (Plantago spp.)
- Pinus (Pinaceae) 
  - Pino d'Aleppo (Pinus halepensis Miller)
  - Pino calabro (Pinus brutia Ten.)
  - Pino cembro (Pinus cembra L.)
  - Pino domestico (Pinus pinea L.)
  - Pino loricato (Pinus heldreichii Auct.)
  - Pino marittimo (Pinus pinaster Aiton)
  - Pino mugo (Pinus mugo Turra)
  - Pino nero (Pinus nigra Arnold)
  - Pino silvestre (Pinus sylvestris L.)
- Pittosporo (Pittosporaceae) (Pittosporum tobira)
- Pioppo (Salicaceae) 
  - Pioppo bianco (Populus alba L.)
  - Pioppo nero (Populus nigra L.)
  - Pioppo canescente (Populus × canescens Sm.)
  - Pioppo tremulo (Populus tremula L.)
  - Pioppo deltoide (Populus deltoides Marshall)
- Platano (Platanaceae) (Platanus spp.)
- Polipodio (Polypodiaceae) (Polypodium spp. )
- Porraccio (Liliaceae) (Allium ampeloprasum L.)
- Porcellana (Portulacaceae) (Portulaca spp.)
- Posidonia (Posidoniaceae) (Posidonia oceanica Delile)
- Prezzemolo (Apiaceae) (Petroselinum crispum)
- Primula (Primulaceae) (Primula spp.)
- Prugnolo (Rosaceae) (Prunus spinosa L.)
- Pulsatilla (Ranunculaceae) (Pulsatilla spp.)
- Pungitopo (Liliaceae) (Ruscus spp.)
- Pungitopo maggiore (Aquifoliaceae) (Ilex aquifolium L.)

## Q
- Quercia (Fagaceae) (Quercus spp.)

## R
- Radicchiella (Asteraceae) (Crepis spp.)
- Ranuncolo (Ranunculaceae) (Ranunculus spp.)
- Ravastrello (Brassicaceae) (Cakile maritima Scop.)
- Robinia (Fabaceae) (Robinia pseudoacacia L.)
- Rododendro (Ericaceae) (Rhododendron spp.)
- Rododendro cistino o Rodotamno cistino (Ericaceae) (Rhodothamnus chamaecistus Rchb.)
- Romice (Polygonaceae) (Rumex spp.)
- Rosa (Rosaceae) (Rosa spp.)
- Rosmarino (Lamiaceae) (Rosmarinus officinalis L.)
- Rovere (Fagaceae) (Quercus petraea Liebl.)
- Roverella (Fagaceae) (Quercus pubescens Willd.)
- Rovo (Rosaceae) (Rubus spp.)

## S
- Salice (Salicaceae) (Salix spp.)
- Salicornia (Chenopodiaceae) (Salicornia spp.)
- Sambuco (Caprifoliaceae) 
  - S. comune (Sambucus nigra L.)
  - Sambuchella (Sambucus ebulus L.)
  - S. rosso (Sambucus racemosa L)
- Sanguinella (Cornaceae) (Cornus sanguinea L.)
- Sassifraga (Saxifragaceae) (Saxifraga spp.)
- Scilla (Liliaceae) (Scilla spp.)
- Scotano (Anacardiaceae) (Cotinus coggygria Scop.)
- Semprevivo (Crassulaceae) (Sempervivum spp.)
- Sfagno (Muschio)
- Sigillo di Salomone (Liliaceae) (Polygonatum spp.)
- Silene (Caryophyllaceae) (Silene spp.)
- Sofora (Fabaceae) (Sophora japonica L.)
- Sorbo (Rosaceae) (Sorbus spp.)
- Sparto (Poaceae) (Ammophila littoralis Rothm.)
- Spino cervino (Rhamnaceae) (Rhamnus cathartica L.)
- Statice o Limonio (Plumbaginaceae) (Statice spp.)
- Stella alpina (Asteraceae) (Leontopodium alpinum  Cass.)
- Stracciabrache o Salsapariglia (Liliaceae) (Smilax aspera L.)
- Stramonio (Solanaceae) (Datura stramonium L.)
  - Stramonio comune (Datura stramonium L.)
  - Stramonio spinosissimo (Datura ferox L.)
  - Stramonio metallo (Datura inoxia L.)
- Sughera (Fagaceae) (Quercus suber L.)

## T
- Tamerice (Tamaricaceae) (Tamarix spp.)
- Tarassaco o Dente di leone o Soffione (Asteraceae) (Taraxacum officinale Weber)
- Tasso (Taxaceae) (Taxus baccata L.)
- Tifa (Thyphaceae) (Tipha spp.)
- Tiglio (Tiliaceae) (Tilia spp.)
- Timo (Lamiaceae) (Thymus spp.)
- Tribolo (Zygophyllaceae) (Tribulus terrestris L.)
- Trifoglio (Fabaceae) (Trifolium spp.)

## U
- Uva fragola (Vitaceae) (Vitis labrusca L.)

## V
- Valeriana (Valerianaceae) (Valeriana spp.)
- Verbena (Verbenaceae) (Verbena spp.)
- Veronica (Scrophulariaceae) (Veronica spp.)
- Vesparia (Orchidaceae) (Ophrys apifera Huds.)
- Viola (Violaceae) (Viola spp.)
- Vischio (Viscaceae) (Viscum album L.)
- Vitalba (Ranunculaceae) (Clematis vitalba L.)
- Vite (Vitaceae) (Vitis spp.)
- Vite vergine (Vitaceae) (Parthenocissus spp.)
- Viticcini (Orchidaceae) (Spiranthes spp.)

## W
- Woodsia o Felcetta (Polypodiaceae)

## Z
- Zafferanastro giallo (Amaryllidaceae) (Sternbergia lutea Ker-Gawl.)
- Zafferanastro giallo (Amaryllidaceae) (Sternbergia colchiciflora W. et K.)
- Zafferano (Iridaceae) (Crocus spp.)